# تومویا هیرایاما
تومویا هیرایاما (ژاپنی: 平山 智也؛ زادهٔ ۱۴ سپتامبر ۱۹۸۵) یک بازیکن فوتبال اهل ژاپن است.
از باشگاه‌هایی که در آن بازی کرده‌است می‌توان به باشگاه فوتبال ناگویا گرامپوس اشاره کرد.